# باولا ويلكوكس
باولا ويلكوكس (بالإنجليزية: Paula Wilcox)‏ هي ممثلة بريطانية، ولدت في 13 ديسمبر 1949 في مانشستر في المملكة المتحدة.

## وصلات خارجية
- باولا ويلكوكس على موقع IMDb (الإنجليزية)
- باولا ويلكوكس على موقع ميوزك برينز (الإنجليزية)
- باولا ويلكوكس على موقع أول موفي (الإنجليزية)
- باولا ويلكوكس على موقع قاعدة بيانات الأفلام السويدية (السويدية)
- باولا ويلكوكس على موقع قاعدة بيانات الفيلم (الإنجليزية)
- باولا ويلكوكس على موقع كينوبويسك (الروسية)